# II bitwa pod Guadalcanalem
II bitwa pod Guadalcanalem – bitwa morska stoczona w nocy z 14 na 15 listopada 1942 roku pomiędzy flotami japońską i amerykańską w pobliżu Guadalcanalu na Wyspach Salomona, podczas II wojny światowej, zakończona zwycięstwem amerykańskim.
Była jedną z zaledwie dwóch bitew pancerników podczas wojny na Pacyfiku oraz przedostatnią z siedmiu dużych bitew morskich i powietrzno-morskich podczas sześciomiesięcznej kampanii na Wyspach Salomona. Do bitwy doszło gdy zespół 14 japońskich okrętów admirała Nobutake Kondō usiłował ponowić ostrzał artyleryjski lotniska Henderson Field i pozycji marines na Guadalcanalu, zaś usiłujący temu zapobiec adm. William Halsey wysłał do Ironbottom Sound zespół dwóch pancerników w eskorcie czterech niszczycieli, pod dowództwem adm. Willisa Lee.
W wynikłym stąd starciu zatopione zostały trzy amerykańskie niszczyciele, ogniem zaś pancernika USS „Washington” (BB-56) japoński pancernik „Kirishima” i niszczyciel „Ayanami”. Po zatopieniu „Kirishimy” i uszkodzeniu pancernika USS „South Dakota” (BB-57) oba zespoły wycofały się. Usiłujący w tym samym czasie zaopatrzyć japońskie wojska na Guadalcanalu kadm. Raizō Tanaka, wyrzucił eskortowane przez siebie cztery statki transportowe na brzeg wyspy, gdzie zostały częściowo rozładowane, zanim zostały zniszczone następnego dnia.
Rozstrzygnięta dzięki wykorzystaniu radaru nocna bitwa morska, zakończyła się amerykańskim zwycięstwem, które ostatecznie skłoniło japońskie dowództwo do wycofania się z Guadalcanalu.

## Tło wydarzenia
Po amerykańskim lądowaniu na Guadalcanalu 7 sierpnia 1942 roku oraz serii krwawych bitew morskich i powietrzno-morskich o dostawy zaopatrzenia na wyspę, w tym po ostatnim starciu w nocy z 12 na 13 listopada, admirał Isoroku Yamamoto nie zrezygnował z planów dostarczenia posiłków dla 17. Armii na wyspie. Mimo utraty poprzedniej nocy pancernika „Hiei” i dwóch niszczycieli, japońska flota wciąż posiadała w okolicy znaczne siły morskie. Sam adm. Yamamoto znajdował się osobiście w Truk na pokładzie pancernika „Yamato”, mając tam do dyspozycji także pancernik „Mutsu”, niedaleko zaś znajdowały się trzy szybkie pancerniki „Kirishima”, „Haruna” i „Kongō”. Dowodzący japońskimi siłami nawodnymi w tym rejonie admirał Nobutake Kondō zdawał sobie sprawę, że w celu umożliwienia dostaw na Guadalcanal, konieczne jest wyeliminowanie operujących z lotniska Henderson Field na wyspie samolotów „Cactus Air Force”, przez powtórzenie dewastującego bombardowania lotniska z 14 października, gdy pancerniki „Haruna” i „Kongō” kilkugodzinnym bombardowaniem niemal całkowicie zniszczyły zgromadzone tam samoloty i większość ich zapasów. Toteż nocą z 13 na 14 listopada ciężkie krążowniki „Maya” i „Suzuya” weszły w cieśninę Ironbottom Sound i praktycznie bez żadnego przeciwdziałania wystrzeliły na Guadalcanal 989 pocisków kal. 203 mm, nie trafiając jednak w główny cel – Henderson Field, niszcząc jedynie trzy samoloty na małym lądowisku zapasowym.
Ostrzał Guadalcanalu osłaniać miał konwój 11 statków, który 13 listopada po południu wyszedł z wysp Shortland w eskorcie 12 niszczycieli pod dowództwem wiceadmirała Raizō Tanaki. Niepowodzenie bombardowania nie skłoniło jednak Yamamoto do wycofania konwoju, toteż następnego dnia samoloty „Cactus Air Force” oraz czasowo stacjonujące na Henderson Field maszyny uszkodzonego wcześniej lotniskowca USS „Enterprise” (CV-6) zatopiły sześć statków eskortowanych przez niszczyciele Tanaki. Mimo niepowodzenia konwoju, admirał Kondō zorganizował nowy zespół okrętów, wokół pancernika „Kirishima”, z ciężkimi krążownikami „Atago” i „Takao” oraz z dwoma eskadrami niszczycieli, którego celem było przeprowadzenie artyleryjskiego bombardowania lotniska, co umożliwić miało pozostałym czterem statkom transportowym dostarczenie zaopatrzenia na wyspę. Mimo powagi sytuacji – cierpiących na brak amunicji, głód i choroby tropikalne – japońskich żołnierzy na Guadalcanalu, admirał Yamamoto nie zmienił decyzji Kondō i nie zdecydował się zaangażować wszystkich dostępnych w rejonie sił, w tym pancerników „Yamato”, „Haruna” i „Kongō”. Tymczasem dowództwo Połączonej Floty rozkazało Tanace podążanie z ocalałymi transportowcami ku Guadalcanalowi.
Mający swoją kwaterę w Numei na Nowej Kaledonii admirał William Halsey, był znacznie bardziej od admirała Yamamoto zdecydowany i do walki z siłami japońskimi rzucił wszystkie posiadane siły. Admirał Thomas Kinkaid na pokładzie „Enterprise” w towarzystwie pancerników USS „South Dakota” (BB-57) i USS „Washington” (BB-56) został dowódcą zespołu wsparcia oznaczonego jako Task Force 16, z rozkazem udania się ze swoimi okrętami na północ, w pobliże wyspy Rennell. Stamtąd wysłać miał pancerniki z czterema niszczycielami, aby przechwycić japoński zespół okrętów. Kinkaid nie popłynął jednak wystarczająco daleko na północ, toteż gdy w pobliże Guadalcanalu nadpłynęły okręty admirała Hiroaki Abe, ciężkie okręty amerykańskie znajdowały się zbyt daleko, aby wziąć udział w I bitwie pod Guadalcanalem. Były już jednak gotowe kolejnej nocy do interwencji w następnej japońskiej operacji, gdy admirał William Halsey wysłał je na północ wzdłuż zachodniego brzegu Guadalcanalu celem przechwycenia japońskiego zespołu, aby zapobiec zbombardowaniu przez niego Henderson Field.

## Siły stron
| 2. Flota wadm. Nobutake Kondō („Atago”)             | 2. Flota wadm. Nobutake Kondō („Atago”)             | 2. Flota wadm. Nobutake Kondō („Atago”)             | Task Force 64 kadm. Willis Lee („Washington”) |
| --------------------------------------------------- | --------------------------------------------------- | --------------------------------------------------- | --------------------------------------------- |
| Zespół Torujący kadm. Shintarō Hashimoto („Sendai”) | Zespół Torujący kadm. Shintarō Hashimoto („Sendai”) | Zespół Torujący kadm. Shintarō Hashimoto („Sendai”) | USS „Walke” (DD-416)                          |
| 3. eskadra niszczycieli                             | „Sendai”                                            | „Sendai”                                            | USS „Benham” (DD-397)                         |
| 3. eskadra niszczycieli                             | 19. dywizjon niszczycieli                           | „Ayanami”                                           | USS „Preston” (DD-379)                        |
| 3. eskadra niszczycieli                             | 19. dywizjon niszczycieli                           | „Shikinami”                                         | USS „Gwin” (DD-433)                           |
| 3. eskadra niszczycieli                             | 19. dywizjon niszczycieli                           | „Uranami”                                           | USS „Washington” (BB-56)                      |
| siły rezerwowe wadm. Nobutake Kondō („Atago”)       | siły rezerwowe wadm. Nobutake Kondō („Atago”)       | siły rezerwowe wadm. Nobutake Kondō („Atago”)       | USS „South Dakota” (BB-57)                    |
| Sentai 4                                            | Sentai 4                                            | „Atago”                                             |                                               |
| Sentai 4                                            | Sentai 4                                            | „Takao”                                             |                                               |
| Sentai 11                                           | Sentai 11                                           | „Kirishima”                                         |                                               |
| Zespół Osłony kadm. Sumusu Kimura („Nagara”)        |                                                     |                                                     |                                               |
| 10. eskadra niszczycieli                            | „Nagara”                                            | „Nagara”                                            |                                               |
| 10. eskadra niszczycieli                            | 9. dywizjon niszczycieli                            | „Asagumo”                                           |                                               |
| 10. eskadra niszczycieli                            | 11. dywizjon niszczycieli                           | „Hatsuyuki”                                         |                                               |
| 10. eskadra niszczycieli                            | 11. dywizjon niszczycieli                           | „Shirayuki”                                         |                                               |
| 10. eskadra niszczycieli                            | 61. dywizjon niszczycieli                           | „Teruzuki”                                          |                                               |
| 10. eskadra niszczycieli                            | –                                                   | „Inazuma”                                           |                                               |
| 10. eskadra niszczycieli                            | –                                                   | „Samidare”                                          |                                               |

W skład głównego japońskiego zespołu okrętów 2. Floty weszły pancernik „Kirishima” oraz ciężkie krążowniki „Atago” – jako okręt flagowy – oraz „Takao”. Zespół ten poprzedzany był w odległości 9 mil przez wysunięte ugrupowanie niszczycieli „Ayanami”, „Shikinami” i „Uranami”, z lekkim krążownikiem „Sendai” jako okrętem flagowym kadm. Shintarō Hashimoto, którego zadaniem było oczyszczanie drogi głównemu zespołowi. Bezpośrednią eskortę tego ostatniego stanowiło sześć niszczycieli: „Asagumo”, „Hatsuyuki”, „Shirayuki”, „Teruzuki”, „Samidare” i „Inazuma”, z lekkim krążownikiem „Nagara” jako okrętem flagowym kadm. Kimury Susumu.
Mimo że nie była okrętem flagowym w tej operacji, trzon japońskiego zespołu stanowiła „Kirishima” – przedstawiciel jedynego typu okrętów, które rozpoczęły służbę jako krążowniki liniowe, po czym zostały przebudowane na szybkie pancerniki. Po przebudowie w połowie lat 30. i dodaniu 4000 ton pancerza, „Kirishima” była szybsza niż większość współczesnych jej brytyjskich krążowników liniowych, dysponowała jednak ośmioma działami 356 mm i opancerzeniem niemal dorównującym klasycznym pancernikom.

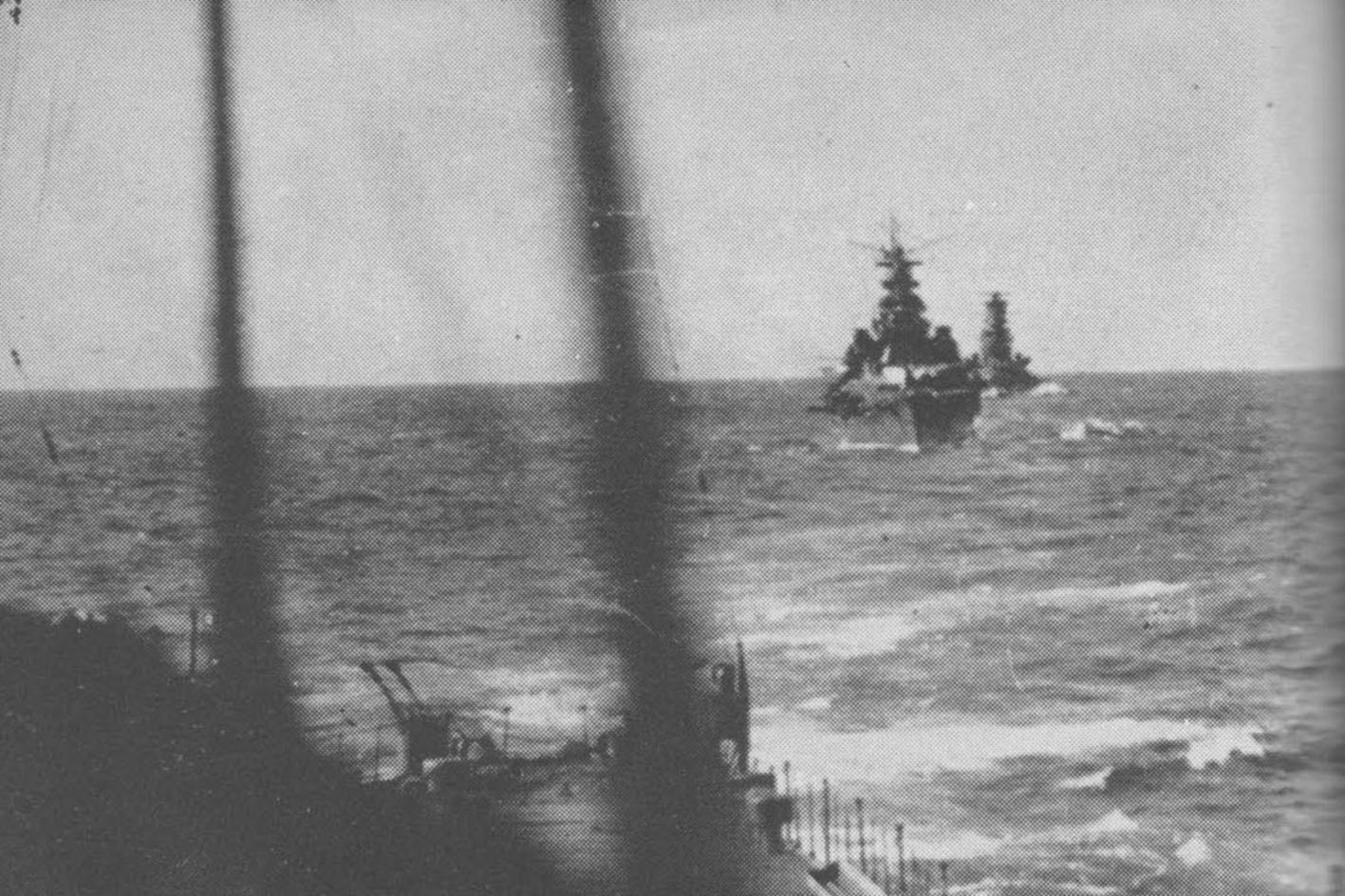
Zespół adm. Nobutake Kondō w drodze do Ironbottom Sound kilka godzin przed bitwą. Zdjęcie wykonane z rufy ciężkiego krążownika „Atago”. Za nim krążownik „Takao”, w głębi zaś pancernik „Kirishima”.

Po zwycięstwie w nocy z 12 na 13 listopada, admirał Kondō nie spodziewał się znaczącej opozycji nawodnej w Ironbottom Sound, na pewno zaś nie spodziewał się konieczności walki z dwoma pancernikami. Toteż na czele okrętów japońskiej 2. Floty podążały jedynie cztery lekkie jednostki Zespołu Torującego z krążownikiem „Sendai”, których zadaniem było rozbicie wszelkich niewielkich amerykańskich sił, które mogłyby stanąć na drodze głównego zespołu adm. Kondō.
Osobny japoński zespół stanowił dowodzony przez kadm. Raizō Tanakę konwój zaopatrzeniowy złożony z dziewięciu okrętów 2. eskadry niszczycieli, eskortujących cztery transportowce („Yamazuki”, „Yamaura”, „Kinugawa” i „Hirogawa”) ocalałe z konwoju 11 statków z 13 listopada.
Tymczasem po rozbiciu złożonego z krążowników i niszczycieli zespołu Task Force 67 (TF67) admirała Daniela Callaghana w pierwszej bitwie pod Guadalcanalem, dwa pancerniki i kilka niszczycieli, były jedynymi siłami, którymi dysponował admirał Halsey. USS „Washington” (BB-56) oraz USS „South Dakota” (BB-57) nie były okrętami bliźniaczymi, oba jednak szybkie pancerniki miały kilka wspólnych cech konstrukcyjnych. Oba okręty liniowe były też bardzo nowoczesnymi jednostkami zbudowanymi po wygaśnięciu traktatu londyńskiego z 1930 roku. W obydwóch też położono nacisk na siłę ognia artyleryjskiego, toteż wyposażone zostały w sterowane radarem i analogowymi komputerami kontroli ognia działa kalibru 406 mm L/45, które strzelały pociskami o masie 1225 kilogramów. Zarówno „South Dakota”, jak i „Washington” wyposażone były w najnowocześniejszy amerykański radar SG. Co więcej, adm. Lee osobiście nadzorował jego instalację na „Washingtonie”, wymuszając na Bureau of Ships instalację repetytora radaru na pomoście bojowym, celem uzyskania osobistego wglądu w sytuację taktyczną. Nie zdołał jednak przekonać BuShips do instalacji anteny radaru zwróconej ku rufie okrętu, co tworzyło w tej strefie martwe pole obserwacji o rozwarciu 30° po obu stronach jednostki i stanowiło istotny mankament okrętu.
| Działa        | Działa | Działa | Działa | Działa | Działa | Działa | Działa | Działa | Wyrzutnie torpedowe | Wyrzutnie torpedowe |
|               | 406 mm | 356 mm | 203 mm | 152 mm | 140 mm | 127 mm | 100 mm | 76 mm  | 533 mm              | 610 mm              |
| ------------- | ------ | ------ | ------ | ------ | ------ | ------ | ------ | ------ | ------------------- | ------------------- |
| Task Force 64 | 18     | –      | –      | –      | –      | 54     | –      | –      | 46                  | –                   |
| 2. Flota      | –      | 8      | 20     | 16     | 14     | 71     | 8      | 4      | –                   | 90                  |

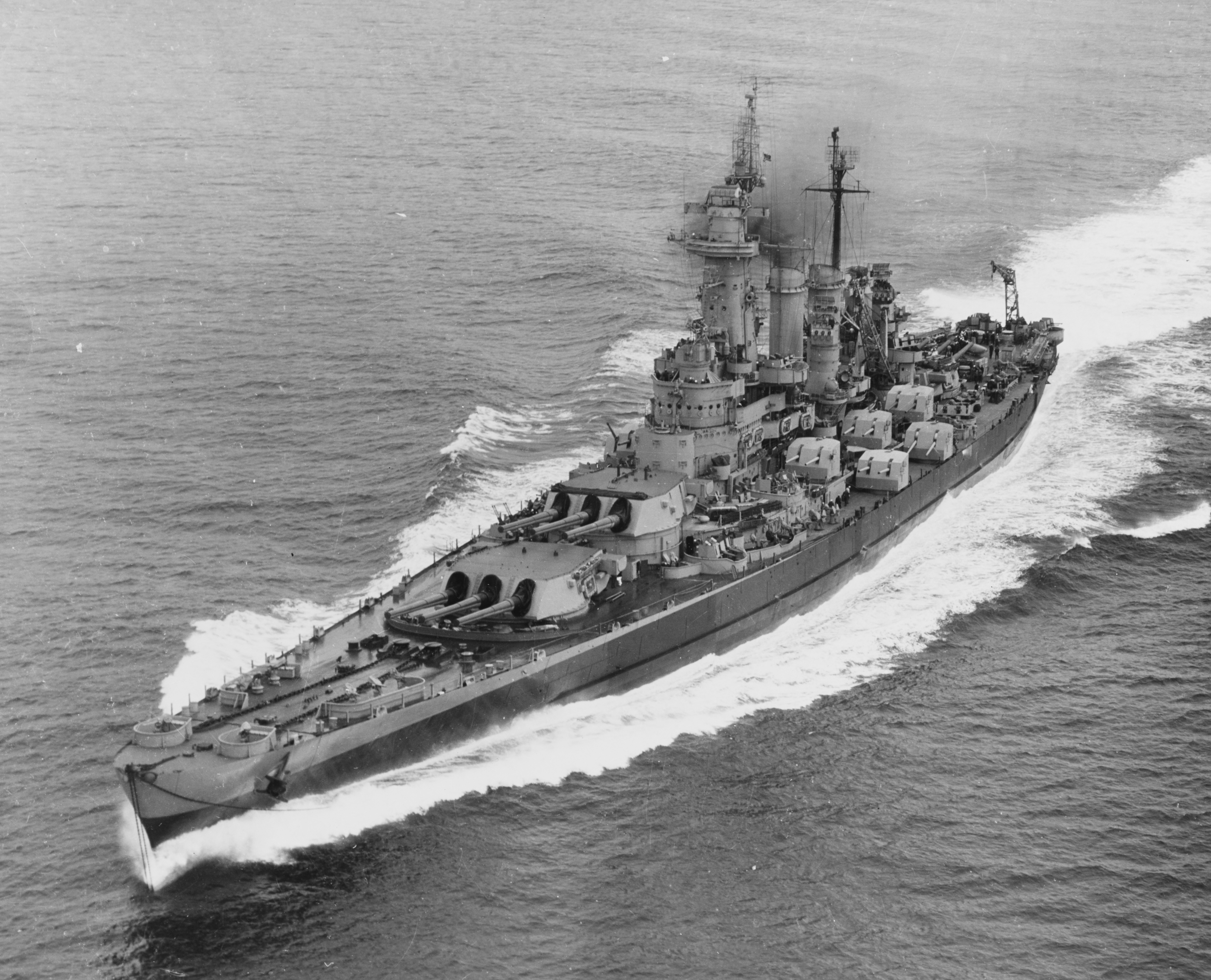
USS „Washington” (BB-56) widziany od dziobu. Na pierwszym planie dwie potrójne wieże dział 406 mm L/45 Mark 6, na bakburcie zaś pięć podwójnych wież dział uniwersalnych 127 mm L/38 Mark 12

Obok dwóch okrętów liniowych, do zespołu Task Force 64 zostały wyznaczone cztery niszczyciele: USS „Walke”, „Benham”, „Preston” i „Gwin”. Obok oficjalnego oznaczenia, TF64 nazywany był również Task Force LOVE. Wszystkie okręty amerykańskie po opuszczeniu Numei poruszały się w szyku torowym, z czterema niszczycielami wiedzionymi przez USS „Walke”, za którymi w odległości 4,5 kilometra podążał „Washington” z admirałem Lee na pokładzie, za okrętem flagowym płynęła zaś „South Dakota”, co znacząco wpłynęło na przebieg nadchodzącego starcia. Zespół adm. Lee nie był jednak wolny od wad – do momentu opuszczenia Numei 11 listopada, pancerniki nigdy dotąd nie współpracowały ze sobą, kwartet zaś niszczycieli eskorty pochodził z różnych eskadr i zostały przydzielone do zespołu admirała Lee tylko dlatego, że były dostępne i miały wystarczającą ilość paliwa. Żaden ze zbudowanych w latach 30. niszczycieli nie był wyposażony w najnowszy radar SG, który zainstalowany był tylko na pokładach obu pancerników, a jedynie „Walke” miał na wyposażeniu radar kierowania ogniem.

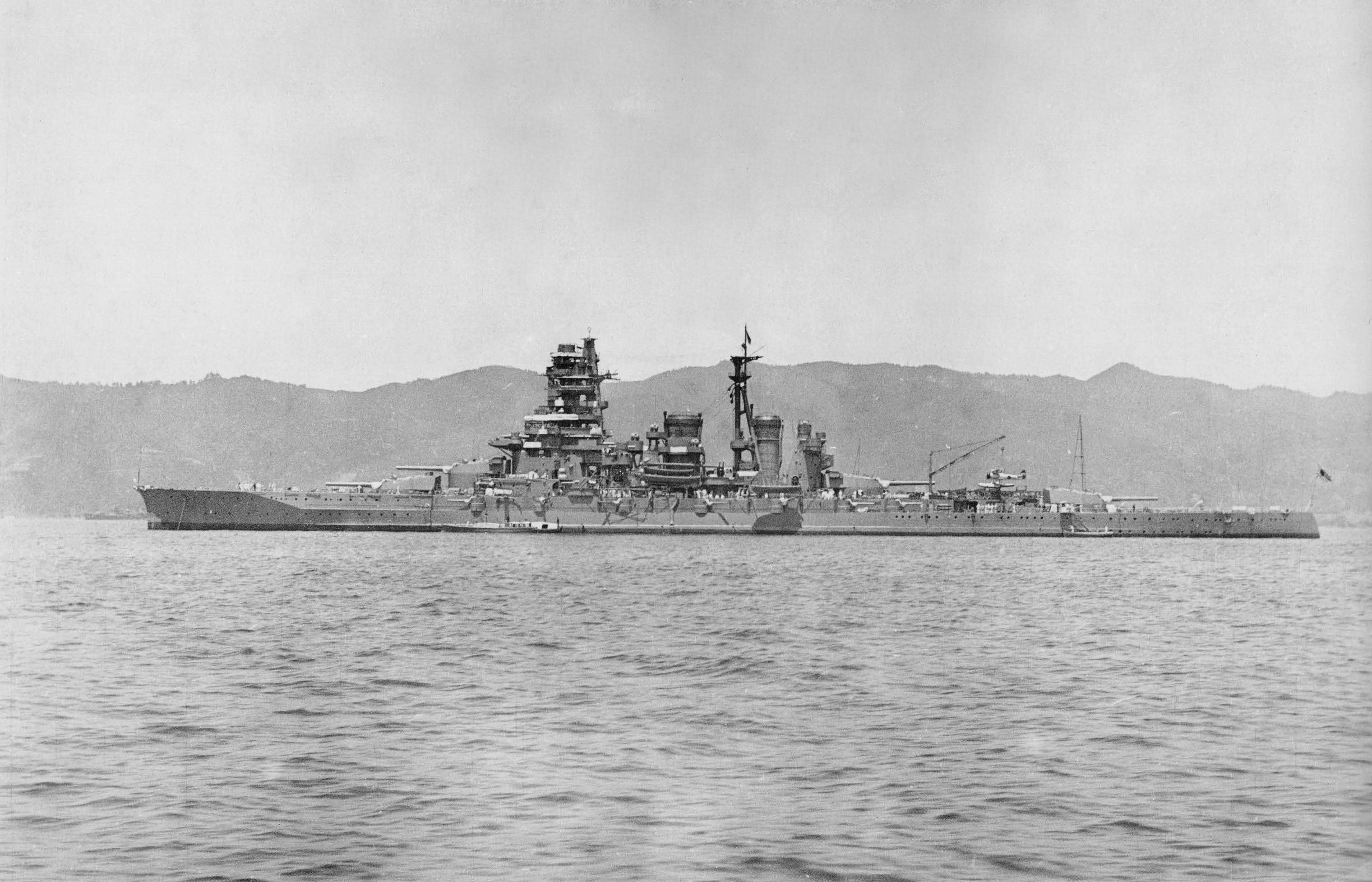
Pancernik „Kirishima” w kwietniu 1939 roku

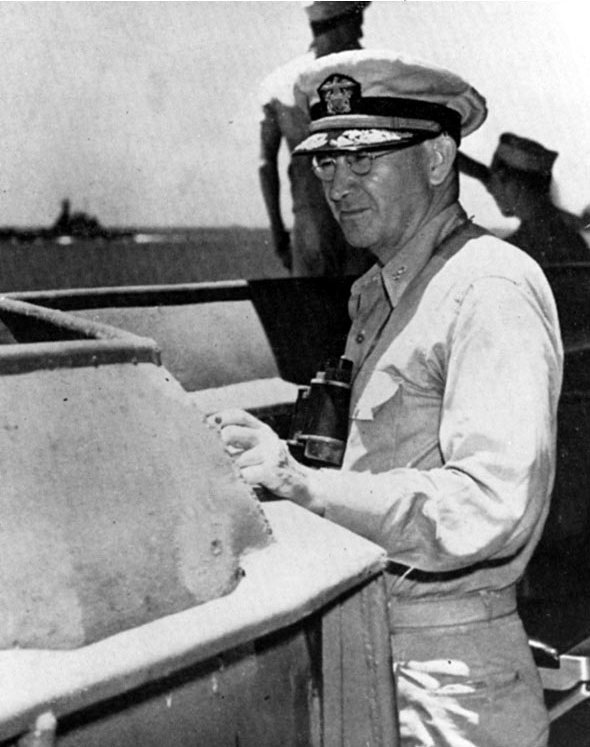
Adm. Willis Lee na pokładzie swojego okrętu flagowego USS „Washington” (BB-56)

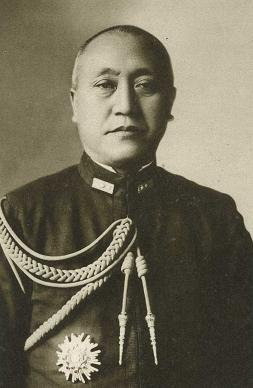
wadm. Nobutake Kondō

Każdy z amerykańskich okrętów liniowych znacznie przewyższał „Kirishimę” zarówno pod względem ofensywnym, jak i defensywnym – salwa burtowa obu amerykańskich pancerników ważyła 11 000 kilogramów, podczas gdy salwa „Kirishimy” 5400 kilogramów. Każda też część zarówno „Kirishimy”, jak i każdego innego okrętu japońskiego zespołu, była z łatwością przebijana przez pociski 406 mm o masie 1200 kilogramów, podczas gdy z dystansu, na jakim zwykle odbywały się walki okrętów liniowych, żywotne części „Washingtona” i „South Dakoty” były całkowicie odporne na pociski 356 mm japońskiego pancernika.
Nadchodząca bitwa nie miała jednak odbyć się na wielkich przestrzeniach oceanu, lecz w zamkniętych wodach cieśniny Ironbottom Sound, gdzie maksymalny dystans między Henderson Field na Guadalcanalu a Tulagi na wyspie Florida nie przekraczał 40 kilometrów. Z bezpośredniego zaś dystansu, dwie noce wcześniej, nawet 127-milimetrowe pociski średniej artylerii krążownika USS „San Francisco” (CA-38) i amerykańskich niszczycieli przebijały płyty pancerne nadbudówek pancernika „Hiei”. Amerykańskie okręty wyposażone były w radary, najważniejsze zaś z nich – przy właściwym wykorzystaniu – w zapewniające przewagę w walce nocnej doskonałe radary SG. Niedysponujące takim wyposażeniem okręty japońskie dysponowały jednak znacznie lepszymi od amerykańskich optycznymi systemami obserwacji nocnej i doskonale wyszkolonymi w walce nocnej załogami, co odegrało kluczową rolę we wszystkich poprzednich bitwach nocnych wokół Guadalcanalu. Na domiar złego dla sił amerykańskich, 14 japońskich okrętów dysponowało 90 wyrzutniami znakomitych torped wz. 93 kalibru 610 mm, zwanych przez aliantów „Długimi Lancami”, których uderzeń – zwłaszcza kilkukrotnych – nie był w stanie przetrwać żaden z okrętów admirała Lee. Tymczasem amerykańskie torpedy kalibru 533 mm zgromadzone na pokładach niszczycieli miały od początku wojny problemy techniczne, o czym marynarze TF64 jeszcze nie wiedzieli. Admirał Willis Lee dysponował ostatecznie jedynie sześcioma okrętami w walce przeciwko 14 okrętom admirała Kondō.

### Dowódcy
Dowódcą amerykańskiego zespołu został admirał Willis Lee, zdobywca siedmiu medali olimpijskich w strzelectwie na Olimpiadzie w 1920 roku, który powszechnie uważany był za najlepszego w amerykańskiej marynarce specjalistę od morskiej walki artyleryjskiej. Lee był znakomitym taktykiem o dużej wyobraźni przestrzennej – jako taki przed wojną odmawiał podczas ćwiczeń używania standardowych w marynarce tablic manewrowych dla walki artyleryjskiej, ze znakomitymi rezultatami dokonując wszystkich kalkulacji w pamięci. Okresowo pracował również w dowództwie uzbrojenia marynarki, Bureau of Ordnance, nad ulepszeniami okrętowych lekkich i ciężkich systemów artyleryjskich. Jako jeden z nielicznych w tym czasie w amerykańskiej marynarce starszych oficerów, był entuzjastą stosowania radarów w walce, rozumiał zasady ich działania oraz zalety rozpoznania radarowego, dlatego też z chęcią polegał na nich. Decyzją admirała Ernesta Kinga, latem 1942 roku, cieszący się dużym szacunkiem admirała Chestera Nimitza i marynarzy, kadm. Willis Lee został na pokładzie USS „South Dakota” (BB-57) skierowany na południowy Pacyfik. Tam też jego okrętem flagowym został nieco starszy pancernik USS „Washington” (BB-56).
Wyznaczając adm. Willisa Lee na dowódcę następnej amerykańskiej operacji, na miejsce adm. Kinkaida, Halsey dał nowemu dowódcy TF64 absolutną wolność podejmowanych decyzji od momentu osiągnięcia przez jego zespół Guadalcanalu. Dla admirała Lee dowodzenie Task Force 64 było pierwszym bojowym dowództwem morskim, brak doświadczenia bojowego rekompensował jednak dogłębną wiedzą na temat prowadzenia ognia artyleryjskiego i praktycznego wykorzystania radaru w działaniach bojowych.
Admirał Nobutake Kondō spędził całą swoją karierę na okrętach nawodnych, dysponując bardzo dużym doświadczeniem bojowym nabytym w dotychczasowych operacjach. Jako wiceadmirał i dowódca 2. Floty, na początku wojny z sukcesem kierował siłami osłaniającymi inwazję na Malaje oraz na Holenderskie Indie Wschodnie, dowodził również siłami inwazyjnymi przeznaczonymi na Midway. W momencie rozpoczęcia amerykańskiego desantu na Guadalcanal, Kondō był pierwszoplanowym dowódcą operacyjnym, dobrze spisując się podczas bitew koło wschodnich Wysp Salomona i pod Santa Cruz. W trakcie prowadzonych przez siebie operacji wyróżniał się większą od innych japońskich admirałów agresywnością.

## Bitwa

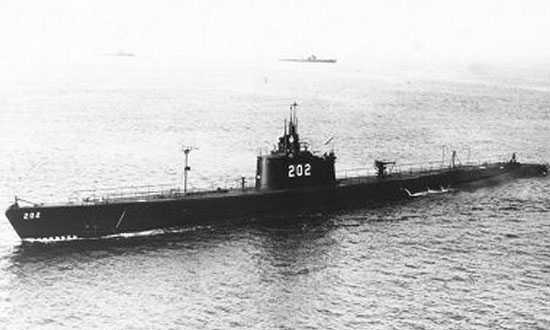
USS „Trout” (SS-202) dwukrotnie od 12 listopada atakował „Kirishimę”, wszystkie jednak wystrzelone w nią torpedy zdefektowały

Zgodnie z rozkazem Halseya, Task Force 64 płynął z maksymalną prędkością na północ, gdy 100 mil na południe od Guadalcanal amerykański zespół o 14:55 został wykryty przez japoński samolot patrolowy, który jednak błędnie zidentyfikował dostrzeżone okręty i zameldował dostrzeżenie dwóch krążowników w asyście niszczycieli. Tymczasem amerykańska „Ultra” poinformowała dowództwo okrętów podwodnych południowo-zachodniego teatru działań o płynącym na południe japońskim zespole, dzięki czemu późnym popołudniem 14 listopada okręt podwodny USS „Trout” (SS-202) wykrył główny japoński zespół 150 mil na północ od Guadalcanalu. Z odległości około 1600 metrów „Trout” wystrzelił salwę pięciu torped Mark XIV w „Kirishimę”, żadna jednak nie eksplodowała w celu, zaś towarzyszące pancernikowi niszczyciele zmusiły „Trouta” do głębokiego zanurzenia.

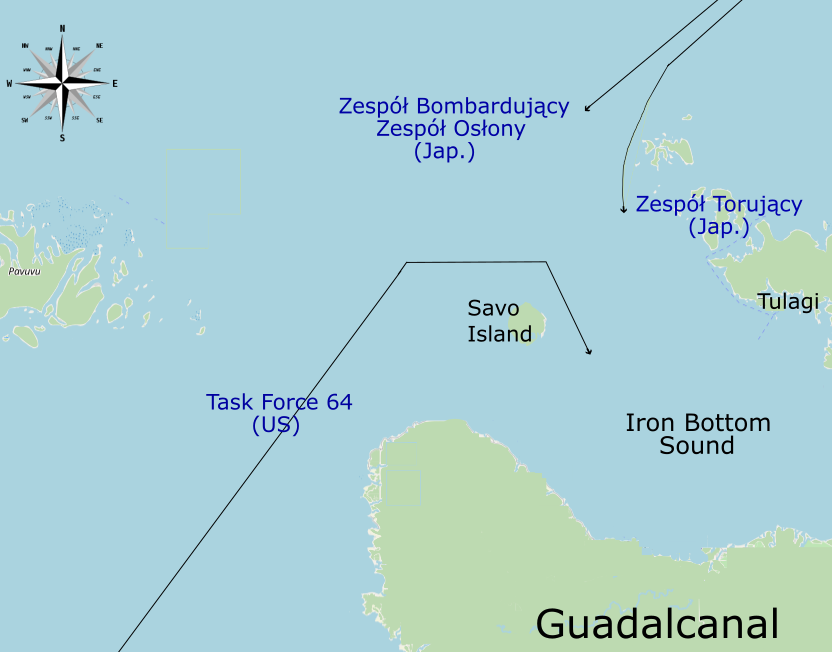
Podejście i sytuacja taktyczna o godzinie 22:12. Gdy TF64 znajdował się już w cieśninie, z północnego wschodu zaczął w nią wchodzić japoński Zespół Torujący kadm. Shintarō Hashimoto

Informacja z „Trouta”, drogą przez Freemantle na północnym brzegu Australii, szybko dotarła do TF64 i podczas gdy dzięki raportowi lotniczemu adm. Kondō spodziewał się przeciwnika w postaci dwóch krążowników i kilku niszczycieli, admirał Lee nie miał jakiejkolwiek pewności co do składu japońskich sił – dopuszczał bój z siłami składającymi się nawet z do trzech pancerników, ośmiu do dziesięciu krążowników i kilkunastu niszczycieli. O godzinie 20:45 Kondō otrzymał kolejny raport z samolotu, który meldował dwa krążowniki i cztery niszczyciele, płynące na północ z prędkością 25 węzłów na południowy zachód od Przylądka Ésperance. Tymczasem adm. Lee postanowił opłynąć od północy wyspę Savo i płynąc na południe wejść w Ironbottom Sound między Savo a wyspą Florida. Zamierzał tam przechwycić najpierw ciężkie okręty adm. Kondō, po czym uderzyć na eskortę statków konwoju Raizō Tanaki. Płynące około 5000 metrów przed pancernikami niszczyciele służyć miały w pewnym sensie za przynętę, ściągając na siebie uwagę ewentualnych japońskich okrętów, co pozwolić miało na uzyskanie namiaru bojowego na nie przez pancerniki. Tymczasem gdy pancerniki skręciły na południe, zostały dostrzeżone przez zespół operujących z Tulagi na wyspie Florida kutrów torpedowych PT. Sprowokowało to radiową wymianę zdań między adm. Lee a dowódcą ich eskadry, meldującym o niezidentyfikowanych dużych okrętach wchodzących w cieśninę. Powstaniu niebezpiecznej sytuacji między amerykańskimi jednostkami zaradzono dopiero, gdy adm. Lee odwołał się do dowódcy 1 Dywizji Marines na Guadalcanalu gen. Alexandra Vandegrifta.
O godzinie 22:00 adm. Kondō podzielił swoje siły na trzy grupy i wysłał krążownik „Sendai” kadm. Shintarō Hashimoto z trzema niszczycielami Zespołu Torującego na południe między Savo i Florida, celem oczyszczenia cieśniny z ewentualnych amerykańskich jednostek. Niemal natychmiast po oddaleniu się od głównego zespołu, obserwatorzy na niszczycielu „Shikinami” dostrzegli w pogodną księżycową noc odległe sylwetki wrogich okrętów. Kadm. Hashimoto skierował więc „Sendai”, „Shikinami” i „Uranami” dookoła Savo zgodnie z ruchem wskazówek zegara, podczas gdy „Ayanami” miał oddzielić się od zespołu i okrążyć Savo w przeciwnym kierunku, od północy, celem upewnienia się, że żadne okręty przeciwnika nie znajdują się na drodze „Kirishimy”. Sam adm. Kondō, będąc – wobec kilku meldunków – przekonanym, że w Ironbottom Sound znajdują się dwa amerykańskie krążowniki i cztery niszczyciele, rozpoczął okrążanie Savo od północy, rozkazując jednocześnie Zespołom Osłony i Torującemu, zniszczenie amerykańskich okrętów po wschodniej stronie Savo. O godzinie 23:17 „Uranami” zlokalizował jednak okręty przeciwnika 10 mil na południowy wschód od Savo płynące z prędkością 18 węzłów w kierunku zachodnim, toteż Kondō zmienił swój rozkaz, nakazując Zespołowi Osłony, przechwycić amerykańskie okręty po zachodniej stronie wyspy.
Tymczasem adm. Lee zmienił kurs na zachodni już o godzinie 22:52, niemal natychmiast potem, radar SG na pokładzie okrętu flagowego uchwycił odbicie trzech okrętów Hashimoto w odległości 9 mil. Wkrótce okręty przeciwnika zostały także namierzone przez radary kierowania ogniem. Radar śledził japońskie okręty do godziny 23:12, kiedy przeliczniki dział artylerii głównej uzyskały optyczne namiary na jednostki Hashimoto. W tym samym czasie okręty przeciwnika namierzyła także „South Dakota”, nie uzyskał jednak dotąd namiaru żaden z pozbawionych radarów niszczycieli. Dopiero więc o godzinie 23:16 adm. Lee zezwolił „South Dakocie” na otwarcie ognia, minutę zaś później – z odległości 17 000 metrów – ogień z dział artylerii głównej otworzył „Washington” Równocześnie, z dział artylerii pomocniczej kalibru 127 mm wystrzelono nad japońskie okręty pociski oświetlające. Żaden z amerykańskich pocisków nie trafił japońskich niszczycieli ani krążownika „Sendai”, wielkie gejzery wody eksplodujących pocisków 406 mm (blisko 10-krotnie cięższych od pocisków 203 mm krążowników) nie wyprowadziły jednak adm. Hashimoto z błędu w ocenie klasy atakujących okrętów. Jego okręty rozpoczęły jednakże stawianie zasłony dymnej i zmieniły kurs na północny, starając się zwiększyć dystans od amerykańskich jednostek.

### Bój niszczycieli
Oddelegowany do okrążenia Savo od północnego zachodu niszczyciel „Ayanami” nadpłynął o 23:30 z zachodu na południe od Savo, gdzie został wykryty przez radar „Walke”, który natychmiast otworzył do „Ayanami” ogień ze swoich dział 127 mm. Pięć minut później obserwatorzy na pokładzie „Prestona” wykryli sylwetkę krążownika „Nagara”, prowadzącego na południe cztery swoje niszczyciele Zespołu Osłony, po czym „Preston” otworzył do niej ogień z odległości 6800 metrów. Do ostrzału tego zespołu włączyły się również niszczyciele „Walke”, „Benham” i „Gwin”.

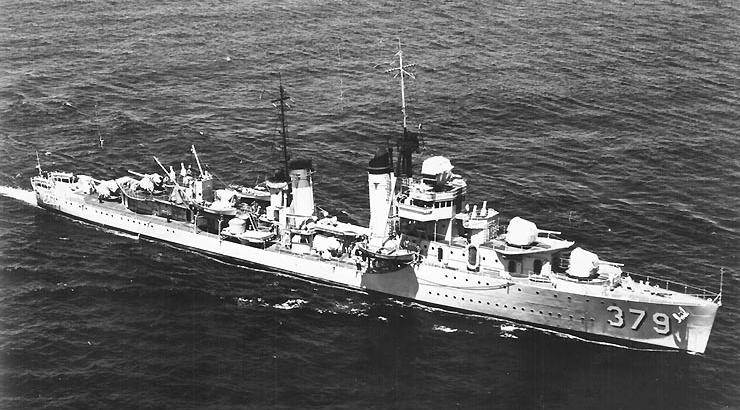
USS „Preston” (DD-379) typu Mahan

Tymczasem płynący w niedużej odległości od Savo i na tle jej brzegu, „Ayanami” nie był dobrze widoczny na radarze „Walke”. Z powodu odbić fali radarowej od wyspy japoński okręt co chwila znikał z ekranu radaru, z rzadka jedynie wywołując osobne echo. Wykorzystując więc chwilowy brak ostrzału, o 23:30 „Ayanami” wystrzelił „Długie Lance” w kierunku amerykańskiego niszczyciela i zaczął wycofywać się na północ. Osiem torped wystrzelonych przez „Ayanami” chybiło, podobnie jak torpedy wystrzelone chwilę później przez krążownik „Nagara”. Już jednak wcześniej ciężkie trafienia z dział 140 mm – prawdopodobnie z „Nagary” – otrzymał „Preston”. Zniszczyły one maszynownię niszczyciela, a także pomocniczy pomost bojowy, zabijając całą jego obsadę, łącznie z zastępcą dowódcy. Pozbawiony napędu „Preston” otrzymywał kolejne trafienia: upadł tylny komin okrętu, eksplodować zaczęły głowice własnych torped w wyrzutniach torpedowych na pokładzie. Tymczasem od lewej burty zbliżył się do „Prestona” większy okręt i rozpoczął niszczycielski ostrzał. Oficerowie okrętu spekulowali, że był nim japoński ciężki krążownik, jednak do dziś pozostaje to kwestią sporną, jako że według relacji niektórych członków załogi okrętu, okrętem tym była „South Dakota”. Po ostatnich ciosach okręt był już płonącym wrakiem, toteż o 23:36 dowódca jednostki wydał rozkaz opuszczenia okrętu, zaś minutę później „Preston” przewrócił się do góry stępką przez sterburtę, a po kolejnych dziesięciu minutach zatonął ze 117 członkami załogi, w tym dowódcą okrętu.

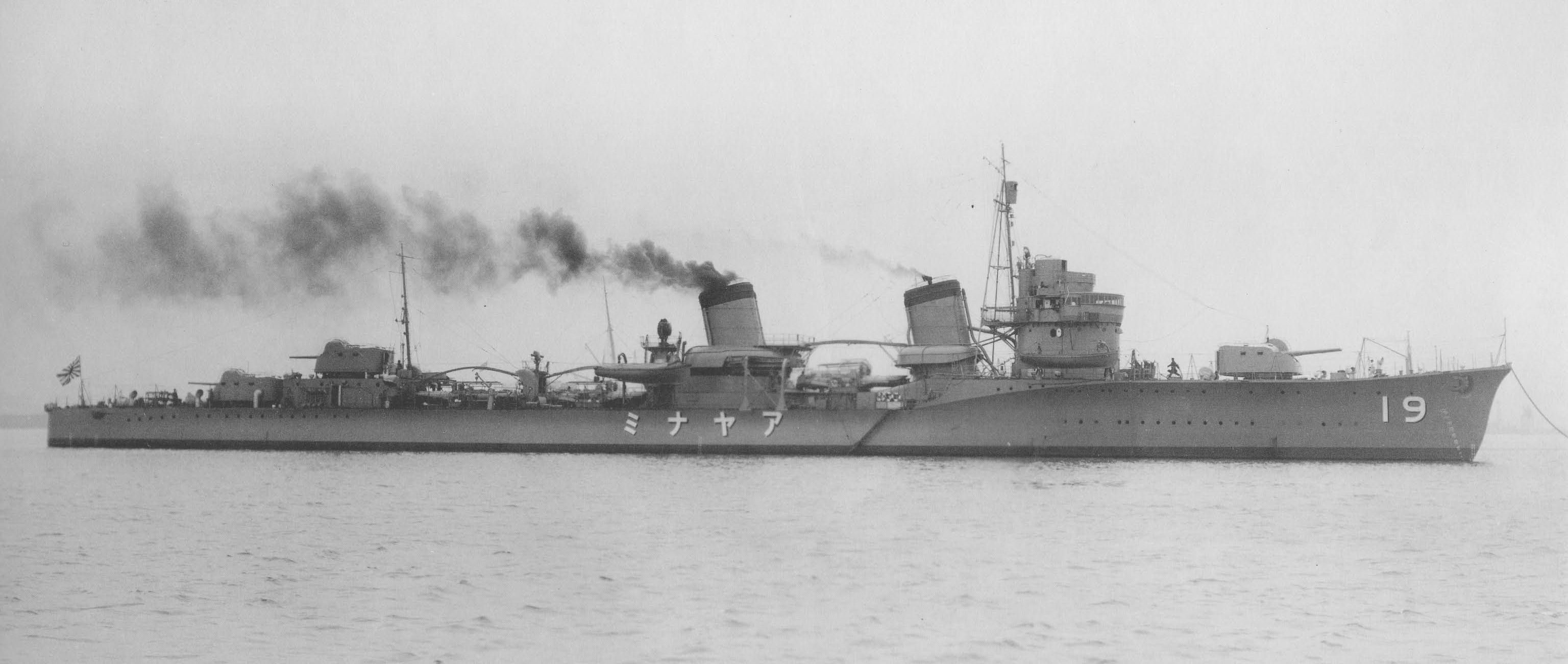
„Ayanami” typu Fubuki

W czasie, gdy ostrzeliwany był „Preston”, japońska torpeda trafiła „Walke”, podnosząc przednią część okrętu ponad wodę, wkrótce potem detonował zaś przedni magazyn amunicji niszczyciela. Stało się oczywiste, że „Walke” wkrótce zatonie, toteż dowódca jednostki wydał rozkaz opuszczenia okrętu. Kilka minut po ewakuacji załogi i zatonięciu okrętu, eksplodowały bomby głębinowe na jego pokładzie, zabijając wielu marynarzy w wodzie, w tym dowódcę. Mniej więcej w tym samym czasie gdy „Benham” prowadził pojedynek artyleryjski z „Nagarą”, został trafiony w sterburtę torpedą wz. 93, która urwała około 15 metrów dziobu. Gdy mimo ciężkiego uszkodzenia okręt zdolny był wciąż płynąć z prędkością ok. 10 węzłów, na jego pokład spadły szczątki powstałe z eksplozji na pokładzie „Prestona”. Dzięki jednak utrzymaniu zdolności pływania, okręt zaczął wycofywać się z pola bitwy. Do tego czasu płynący jako ostatni w kolumnie niszczycieli „Gwin” wystrzeliwał pociski oświetlające, usiłując oświetlić brzeg Savo, skąd widoczne były rozbłyski strzałów. W tym czasie torpedyści na pokładzie okrętu uzyskali już namiar dla wyrzutni torpedowej na japoński krążownik, z powodu jednak zwarcia elektrycznego wyrzutnia samodzielnie wystrzeliła przedwcześnie torpedy, gdy cel znajdował się wciąż poza zasięgiem. Po zatopieniu lub uszkodzeniu innych okrętów amerykańskich „Gwin” skupił bowiem na sobie japoński ogień, co uszkodziło elektryczny obwód zabezpieczający wyrzutni. Okręt został trafiony kilkoma pociskami w siłownię, lecz grupom kontroli uszkodzeń udało się jednak utrzymać napęd jednostki.
Podczas gdy grupa admirała Kimury nie odniosła większych uszkodzeń w walce, „Ayanami”, który zbliżył się do amerykańskich okrętów na odległość mniejszą niż dwie mile, trafił wprost pod ogień pancernika „Washington”, który nie mógł dotąd widzieć go na tle wyspy Savo. W intensywnej walce, o 23:32 japoński niszczyciel otrzymał szereg trafień z artylerii średniego kalibru w siłownię, które całkowicie pozbawiły go zasilania, pozostawiając go nieruchomego w płomieniach.
Tymczasem o godzinie 23:48 adm. Lee wydał ocalałym dotąd niszczycielom „Benham” i „Gwin” rozkaz wyjścia z walki. Podczas toczącej się bitwy na południe i wschód od Savo, adm. Kondō kierował się ku wschodniemu wejściu do Ironbottom Sound, gdy jednak epicentrum bitwy zaczęło przesuwać się ku przylądkowi Esperance, Kondō zmienił kurs na południowo-zachodni, chcąc pozostać między wrogiem a grupą zaopatrzeniową adm. Tanaki. Zmienił później jednak kurs ponownie na zachodni, aby dać adm. Kimurze i Hashimoto więcej czasu, po czym o 23:50 cofnął swoje okręty w kierunku północnym. Do tego czasu obserwatorzy zarówno na krążowniku „Takao”, jak i na „Atago”, meldowali o obecności w amerykańskim zespole jednego pancernika, Kondō jednak odrzucał taką możliwość. Co więcej, zadowolony z dotychczasowego przebiegu bitwy, rozkazał Hashimoto udzielić pomocy uszkodzonemu „Ayanami”, o 23:54 zmienił kurs o 130° i udał się w kierunku Lunga Point na Guadalcanalu, celem zajęcia pozycji do ostrzału Henderson Field. O 23:57 „Nagara” zameldowała o obecności dwóch pancerników na północ od przylądka Esperance, Kondō jednak ponownie odrzucił taką możliwość.

### Awaria South Dakoty

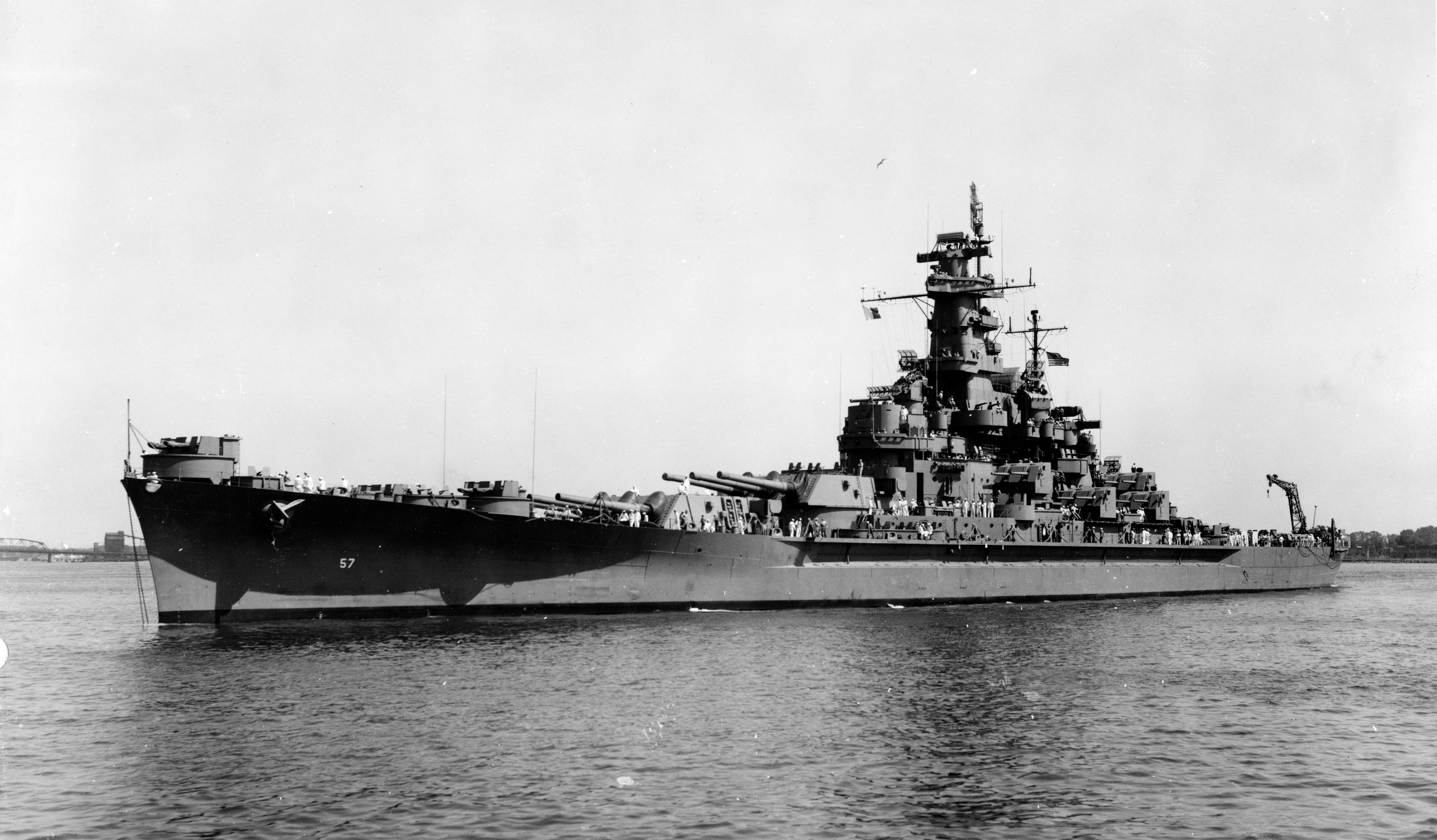
USS „South Dakota” (BB-57) nieco mniej niż rok po bitwie. Spowodowane ludzkim błędem awarie elektryczne uniemożliwiły jej realną walkę.

Krótko po pierwszych strzałach artylerii głównej „South Dakoty”, o 23:33, na najnowocześniejszym w tym czasie okręcie amerykańskiej marynarki wojennej nastąpiła katastrofalna awaria systemu elektrycznego – zwarcie w głównej tablicy rozdzielczej, które sparaliżowało dużą część systemów elektrycznych okrętu. Zwarcie spowodowane było błędem głównego inżyniera okrętu, w wyniku którego w rozpoczynającej się właśnie bitwie pancernik utracił zasilanie elektryczne. Okręt nie utracił napędu, przestały jednak działać m.in. poruszane elektrycznie wieże artylerii głównej, żyroskopy, wyposażenie kontroli ognia i radary. Na domiar złego, gdy płynący przed nią „Washington” wymijając płonące niszczyciele zmienił kurs na lewo, aby pozostać niewidocznym za płonącymi amerykańskimi jednostkami, płynąca za nią „South Dakota” zaczęła wymijać płonące okręty od prawej strony, przepływając między jednostkami japońskimi a ogarniętymi płomieniami wrakami, co uczyniło ją doskonale widoczną na tle tych ostatnich. Zwrot „South Dakoty” na sterburtę spowodował także, że znalazła się w martwym polu widzenia radaru „Washingtona”. O godzinie 23:36 przywrócono zasilanie elektryczne okrętu, lecz oddana o 23:40 pierwsza salwa z dział rufowej wieży numer 3 zapaliła trzy samoloty, które okręt miał na swoich katapultach na rufie. W przeciwieństwie bowiem do „Washingtona”, „South Dakota” nie pozostawiła ich w Numei. Szczęściem dla okrętu, fala uderzeniowa kolejnej salwy wyrwała płonące samoloty z katapult i wyrzuciła je z okrętu.
O 23:35 Lee zmienił kurs „Washingtona” na 282°, wtedy też jego radar SG uchwycił okręty zespołu admirała Kondō i rozpoczął jego śledzenie. Krótko jednak przed północą ponowna awaria systemu energetycznego po raz drugi sparaliżowała systemy rozpoznawcze, kierowania ogniem oraz uzbrojenie „South Dakoty”. Tymczasem o 23:58 obserwatorzy admirała Kongo po raz pierwszy dostrzegli „South Dakotę”, klasyfikując ją jako ciężki krążownik – minutę później, gdy ciemna sylwetka amerykańskiego okrętu stała się wyraźniejsza, stwierdzili, że mają do czynienia z pancernikiem; Kondō jednak i tym razem odmówił przyjęcia tego do wiadomości. Pancerniki adm. Lee znajdowały się 11 mil na zachód od Savo, gdy tuż przed ustawieniem jednostek przeciwstawnym kursem i burtami do nich japońskie okręty wystrzeliły w „South Dakotę” salwę torped, po czym dokładnie o północy „Atago” rozpoczął jej oświetlanie za pomocą reflektorów. Dopiero w silnym świetle reflektorów Kondō pozbył się swoich wątpliwości co do klasyfikacji okrętu przeciwnika, gdy widok górnego pokładu i przedniego masztu jednoznacznie wskazywał na obecność wielkiego okrętu liniowego o wyporności przekraczającej 40 000 ton.
Pięć japońskich okrętów otworzyło ogień do amerykańskiego pancernika ze wszystkich dział, kalibrów od 100 do 356 mm, o 00:02 niszczyciel „Asagumo” zaś wystrzelił kolejne torpedy, dodając cztery nowe pociski do już płynących w stronę „South Dakoty”. Kilka torped wystrzelonych przez „Atago” eksplodowało przedwcześnie, obserwatorzy na pokładzie krążownika uznali jednak, że okręt uzyskał trzy do pięciu trafień, obserwatorzy z „Asagumo” natomiast dwa kolejne. W rzeczywistości jednak wszystkie japońskie okręty chybiły. W ciągu 4 minut działa 27-krotnie trafiły pancernik, pancerz pasa burtowego skutecznie jednak zatrzymał wystrzeliwane z 10 000 metrów pociski artyleryjskie kalibru 356 mm, dzięki czemu nie wyrządziły wielkich szkód. Kilka zaś pocisków artylerii głównej „Kirishimy”, które trafiły w lżej opancerzoną nadbudówkę, przeleciało przez nią na wylot nie eksplodując. 26 pocisków mniejszego kalibru skutecznie jednak przebiło nadbudówki, zwłaszcza w okolicach wieży przedniego masztu. Zniszczyły niemal wszystkie radary, centralę radiową i dalmierze. Szczególne zniszczenia wyrządzały wystrzeliwane z odległości ok. 4500 metrów pociski 203 mm krążowników „Atago” i „Takao”. Tymczasem pozbawiona zasilania elektrycznego „South Dakota” mogła odpowiedzieć tylko ogniem z czterech podwójnych dział 127 mm na sterburcie, w trybie kierowania lokalnego.
„South Dakota” nie została skonstruowana do walki w ciasnych cieśninach, lecz w wielkich przestrzeniach oceanicznych, gdzie jej działa mogły z bezpiecznego dystansu razić cele za horyzontem. Nocą z 14 na 15 listopada 1942 roku została jednak zmuszona do walki w pośrednim dystansie, w którym liczba zmiennych jest zbyt wielka do skutecznej kontroli. Jeden z pocisków 203 mm japońskich krążowników eksplodował w okolicy podnośników amunicji, gdzie wywołał pożar kamizelek ratunkowych, który przedostał się do pasażu przylegającego do pomieszczenia przygotowania amunicji 127 mm. Pożar ten, mogący doprowadzić do potencjalnie katastrofalnych dla okrętu skutków, został jednak szybko ugaszony. Na zewnątrz okrętu nadbudówki ogarnięte były jednak dużymi pożarami, co wśród obserwatorów na japońskich okrętach sprawiało wrażenie wywoływanych na pancerniku dużych zniszczeń.

### Czas radaru
Ostrzał „South Dakoty” tak bardzo pochłonął marynarzy i dowódców japońskich, że w ogóle nie zauważyli obecności drugiego amerykańskiego pancernika w pobliżu. Pozycję „Washingtona” maskowały też płonące wraki „Walke” i „Prestona”. Tymczasem za pomocą radaru SG „Washington” cierpliwie śledził szereg ech radarowych po swojej sterburcie. W związku jednak z niefortunnym umieszczeniem przez BuShips anteny radaru w sposób powodujący powstanie martwego pola obserwacji rozciągającego się 30° od każdej burty w kierunku rufy, admirał Lee nie znał pozycji drugiego pancernika. Dowódca TF64 nie chciał więc otwierać ognia i podejmować ryzyka ostrzału amerykańskiego okrętu pociskami o masie 1,2 tony. Dopiero więc gdy japońskie okręty oświetliły „SoDak” – jak nazywano „South Dakotę” we flocie – reflektorami, Lee uzyskał zarówno radarowe jak i wizualne potwierdzenie jej pozycji. Radar SG umożliwiał odróżnienie okrętu wielkości pancernika od krążowników, jednak dzięki otwarciu przez „Kirishimę” ognia z dział 356 mm, systemy kontroli ognia na „Washingtonie” uzyskały również optyczne potwierdzenie pozycji wrogiego okrętu liniowego. Mając na ekranie repetytora radaru jasną sytuację taktyczną, Lee osobiście rozdzielił zadania artyleryjskie, przydzielając parę podwójnych wież dział 127 mm do ostrzału krążownika „Atago”, jedną wieżę do wystrzeliwania pocisków oświetlających, kolejną zaś parę podwójnych wież 127 mm i wszystkie dziewięć dział 406 mm do ostrzału największego echa radarowego – „Kirishimy” – z odległości 7680 metrów.

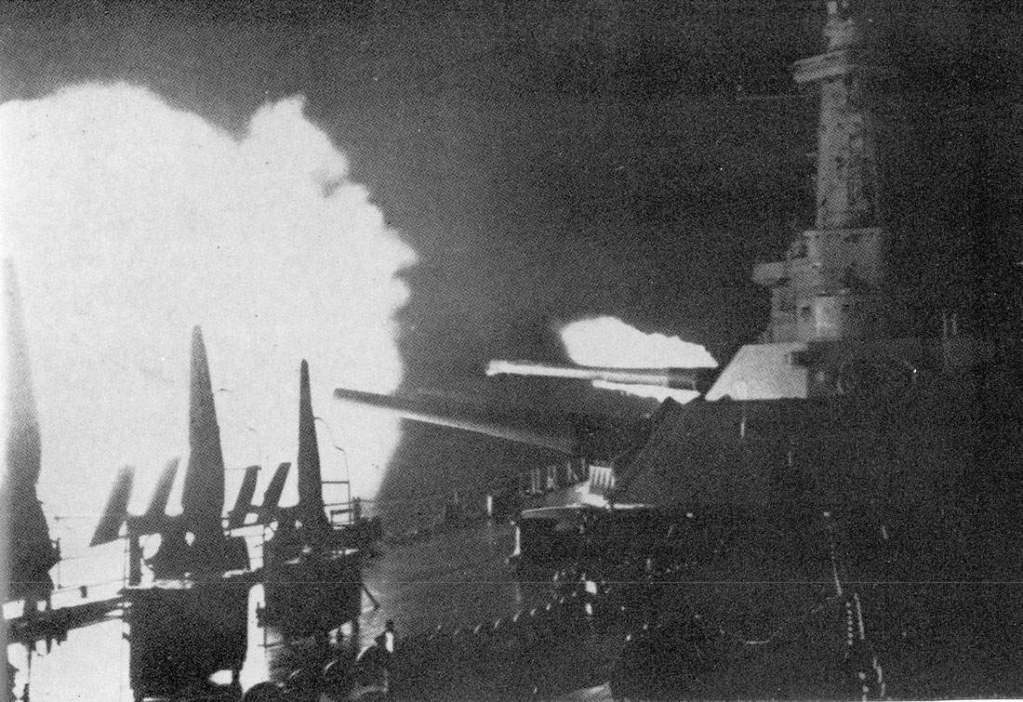
Wieże nr 1 i 2 dział artylerii głównej 406 mm L/45 „Washingtona”

Tuż po północy, krótko po tym gdy „Kirishima” otworzyła ogień do „South Dakoty” – korzystając całkowicie z namiaru uzyskanego dzięki radarom, USS „Washington” wystrzelił pierwszą, pełną salwę burtową z dziewięciu dział artylerii głównej do japońskiego okrętu liniowego. W ciągu siedmiu minut okręt flagowy admirała Lee wystrzelił w „Kirishimę” 27 pocisków 406 mm, z których według oficjalnego raportu pobitewnego trafiło osiem. Japoński okręt otrzymał również około ośmiu trafień pociskami 127 mm, z około 40 wystrzelonych. Jednak według przeprowadzonych współcześnie badań wraku, „Kirishima” została dwudziestokrotnie trafiona pociskami 406 mm i 18 pociskami 127 mm. Japoński okręt próbował podjąć krótką walkę, jednak kilka jego pocisków nieszkodliwie spadło w kilwaterze „Washingtona”. Amerykańskie trafienia zablokowały jednak ster japońskiego pancernika, powodując jego niekontrolowaną cyrkulację zgodnie z ruchem wskazówek zegara, nadbudówki zaś jednostki ogarnięte były pożarami. Z uwagi na podwodne przebicia, okręt nabrał przechyłu na prawą burtę, pociski zaś, które trafiły w górny pokład okrętu, zablokowały wieże jego artylerii głównej i wznieciły wewnętrzne pożary.
Okręt flagowy adm. Kondō – „Atago” – doznał stosunkowo niewielkich uszkodzeń od pocisków kalibru 127 mm „Washingtona”, krążownik „Takao” zaś żadnych, lecz czterominutowa nawała amerykańskiego ognia skłoniła japońskich dowódców do wyłączenia reflektorów, celem zwiększenia dystansu i uniknięcia ognia. Wcześniej jednak, o 00:13, z odległości 3600 metrów, „Atago” i „Takao” wystrzeliły w kierunku „Washingtona” osiem torped, Kondō zaś rozkazał Siłom Bombardującym przyjęcie kursu 300°, celem ponownego ustawienia się burtą w kierunku pancerników, konwojowi kadm. Tanaki natomiast rozkazał zawrócenie. Wkrótce z pokładów japońskich okrętów dostrzeżono wycofującą się z pola bitwy po doznanych uszkodzeniach „South Dakotę”, zaraz później ponownie okręt flagowy adm. Lee. Po poświęceniu jednak amerykańskich niszczycieli i uszkodzeniu „SoDak”, dowodzący samotnym pancernikiem admirał Willis Lee o 00:20 rozkazał dalsze działania przeciw japońskim okrętom. „Washington” zmienił swój kurs na 340°, zaś obserwatorzy na jego pokładzie zauważyli niewielkie rozbłyski na pokładach japońskich okrętów świadczące o wystrzeleniu kolejnych torped, po czym według amerykańskich obserwatorów siły adm. Kondō obrały kurs północny i północnowschodni.
Po wyłączeniu z walki „Kirishimy”, japoński zespół wciąż jednak miał znaczną siłę w zakresie uzbrojenia torpedowego, toteż o 00:25 Kondō rozkazał wszystkim swoim okrętom atak na dwa amerykańskie pancerniki 6 mil na północ od przylądka Esperance. Zespół Osłony kadm. Kimury znajdował się jednak zbyt daleko na tyłach Kondō i Lee, miał też problem z przeładowaniem aparatów torpedowych. Zespół Hashimoto był w tym czasie na wysokości Lunga Point, daleko z tyłu za przesuwającą się na zachód bitwą. Ze swojej zaś strony kadm. Tanaka oddelegował dwa niszczyciele z eskorty swoich transportowców, z rozkazem ataku na wszelkie amerykańskie okręty, które zbliżałyby się w kierunku konwoju. Istotnie kadm. Lee zmienił kierunek na północnozachodni, zamierzając przechwycić japońskie transportowce, wkrótce też „Oyashio” i „Kagerō” z eskadry Tanaki wystrzeliły nawet swoje torpedy, jednak bezskutecznie.

## Zakończenie działań
W tej fazie bitwy główne japońskie zgrupowanie okrętów, wyczerpawszy zapas swoich torped, rozpoczęło generalne wycofanie, obawiając się też ataku amerykańskich samolotów z Guadalcanalu z nastaniem dnia. Oceniając sytuację kadm. Lee uznał, że po wypadnięciu z walki niszczycieli oraz niezdolności do walki „South Dakoty”, przy spełnieniu przez Task Force 64 swojego zadania w postaci uniemożliwienia ostrzału lotniska, dalsze pozostawanie okrętu w rejonie jest bezcelowe. Lee uznał też, że akcja jego zespołu na tyle opóźniła konwój Tanaki, że z nastaniem dnia japońskie statki zostaną zniszczone przez samoloty z Henderson Field. Toteż o 00:33 USS „Washington” popłynął w kierunku Numei po zachodniej stronie Guadalcanalu, z zaledwie jednym niewielkim uszkodzeniem bojowym – dziurą o średnicy 127 mm w podstawie radaru CXAM na szczycie masztu. Zanim jednak obrał kurs południowy, płynął przez jakiś czas wprost w kierunku zachodnim, aby ściągnąć na siebie ewentualny japoński atak, ochraniając w ten sposób wycofujące się trzy uszkodzone okręty TF64. Nawet jednak podczas wycofywania się okręt flagowy został zaatakowany pięcioma torpedami, które dzięki szybkiemu spostrzeżeniu udało się wymanewrować.
Tymczasem o 00:44 wadm. Kondō wysłał na „Kirishimę” rozkaz wycofania się, a przy braku odpowiedzi ze strony pancernika wysłał niszczyciele „Asagumo”, „Terezuki” i „Samidare”, aby udzieliły mu pomocy. Okręty te odnalazły „Kirishimę” o 01:43, z zalewaną przez wodę maszynownią i sterem zablokowanym w pozycji 10° na sterburtę. W przeciwieństwie do „Hiei” 48 godzin wcześniej, „Kirishima” nie dawała się kontrolować, nie udało się też ugasić trawiących ją pożarów, ogień zaś zbliżał się do magazynów amunicji. Podjęto próbę zalania okrętu celem ugaszenia pożaru i przeciwzalewania, celem wyrównania przechyłu, a także holowania okrętu przez przybyłą „Nagarę”. Zalewająca okręt woda uczyniła jednak okręt zbyt ciężkim, a przeciwzalewanie okazało się nieskuteczne i okręt powiększył przechył. Wydany więc został rozkaz opuszczenia jednostki, zaś portet cesarza został przeniesiony na „Asagumo”. Jeszcze przed całkowitym ukończeniem ewakuacji, okręt przewrócił się do góry stępką i zatonął o 03:25 11 mil na zachód od Savo. Do godziny 04:30 trzy niszczyciele ukończyły akcję ratowania rozbitków w wodzie i udały się na północ. Mniej więcej w tym samym czasie, 5 mil na południowy wschód od Savo, niszczyciel „Uranami” podjął większość ocalałej załogi „Ayanami”. Około 40 członków jego załogi zginęło tej nocy, innych 30 zaś – w tym dowódca – pozostało na okręcie, po czym na łodzi dostało się do Guadalcanalu.
Wobec niedojścia do bombardowania lotniska na Guadalcanalu, nie mając nadziei na przetrwanie przez cztery statki z zaopatrzeniem porannych ataków lotniczych, dowodzący zespołem transportowym kadm. Tanaka zdecydował się na wyrzucenie ich na brzeg w celu rozładunku. Z nastaniem dnia, częściowo tylko rozładowane transportowce zostały zbombardowane przez startujące z Henderson Field bombowce. Do niszczenia wyrzuconych na brzeg transportowców dołączył niszczyciel „Meade”, który ostrzelał je ze swoich dział. W drodze powrotnej okręt podjął rozbitków z niszczycieli „Walke” i „Preston”. Za cenę dużych strat w ludziach, statkach i okrętach, rozładowano jedynie 2000 żołnierzy 38. Dywizji, symboliczną – wystarczającą na jedynie cztery dni – ilość żywności w postaci 1500 worków ryżu i 260 skrzyń z amunicją.
O 02:15 „South Dakocie” udało się nawiązać kontakt radiowy z „Washingtonem” i oba okręty spotkały się o 09:00. Tymczasem ciężko strukturalnie uszkodzony „Benham” płynął na południe razem z „Gwinem”, gdy uszkodzony kadłub okrętu zaczął pękać. Po przeprowadzonej ewakuacji na niszczyciel „Gwin” załoga opuściła okręt, a utrzymująca się wciąż na powierzchni jednostka została zatopiona ogniem z dział 127 mm towarzyszącego mu niszczyciela, po nieudanej próbie zatopienia jej za pomocą czterech torped Mark XV, które jedna po drugiej defektowały.

## Sytuacja po bitwie

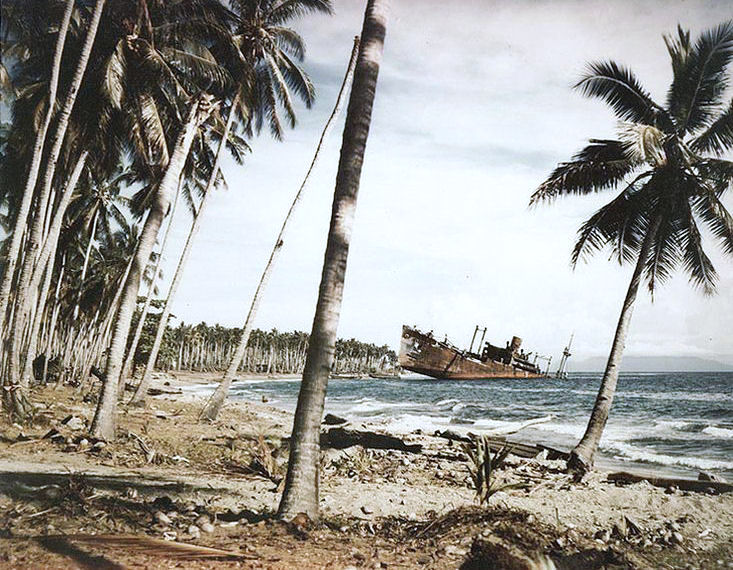
Wrak wyrzuconego na brzeg Guadalcanalu transportowca „Kinugawa Maru”

Zniszczenie „Kirishimy” przez „Washingtona” było ostatnim przypadkiem bitwy zakończonej zatopieniem jednego pancernika przez inny. Bitwa ta była jednocześnie pierwszym przypadkiem, gdy walkę okrętów liniowych rozstrzygnęło wykorzystanie radaru. Według pobitewnego raportu, wystrzelone przez „Washingtona” pociski oświetlające oślepiły zarówno japońskie jak i amerykańskie dalmierze, jednak „Washington” polegał w tej walce na swoich radarach, nie zaś na dalmierzach, co zapewniło mu zdecydowaną przewagę. Jednocześnie, mimo masowego wykorzystania przez japońskie okręty torped, Japończycy uzyskali najgorszą efektywność ich użycia w przekroju całej kampanii na Salomonach. „Długie Lance” po raz kolejny potwierdziły wprawdzie swoją wyższość nad torpedami amerykańskimi, ich efektywność była jednak dużo poniżej wysokiego japońskiego standardu. Okręty admirała Kondō dysponowały tej nocy 2/3 liczby wyrzutni, którymi dwie noce wcześniej dysponował admirał Hiroaki Abe, lecz uzyskały jedynie 1/3 jego trafień. W dużej mierze przyczyniły się do tego niekorzystne kąty strzału, niezwykle jednak dużo jak dla japońskich torped było przypadków przedwczesnej eksplozji głowicy.
Niezrozumiałą do dziś rzeczą jest fakt, że przy krytycznej sytuacji zaopatrzeniowej 17. Armii na Guadalcanalu, z japońskimi żołnierzami umierającymi tam z głodu, japońskie dowództwo z adm. Yamamoto na czele nie zdecydowało się na wykorzystanie wszystkich dostępnych w rejonie pancerników, a także samolotów 11. i 8. Floty Powietrznej do zapewnienia osłony transportowcom. Na przeciwnym zaś biegunie był adm. William Halsey, który do zapobieżenia japońskiemu bombardowaniu lotniska i zaopatrzeniu japońskiej armii wykorzystał dosłownie wszystkie środki w swojej dyspozycji.
Gdy admirał Kondō przypłynął do Truk, złożył raport o zatopieniu jednego pancernika typu South Dakota oraz drugiego pancernika nieznanego typu „niemal na pewno zatopionego”. Ponadto zaraportował o dwóch krążownikach i dwóch niszczycielach zatopionych natychmiast, dwa inne natomiast amerykańskie krążowniki zatonąć miały po pewnym czasie. Tak optymistyczny raport nie został jednak bezkrytycznie przyjęty, z niedowierzaniem patrzył na niego m.in. admirał Matome Ugaki. Podczas bitwy życie straciło 242 amerykańskich oficerów i marynarzy oraz 249 japońskich. Utrata jednak niszczycieli „Walke”, „Benham” i „Preston” oraz umiarkowane uszkodzenia „South Dakoty” przy zatopieniu „Kirishimy” i „Ayanami” świadczą na korzyść admirała Lee. Jak napisał jednak sam admirał: „Nie należy zapominać, że cała nasza przewaga wynikała w całości z dysponowania radarem. Oczywiście nie posiadamy żadnej przewagi nad Japończykami w doświadczeniu, umiejętnościach, szkoleniu i sprawności personelu”.
Wewnątrz amerykańskiej marynarki zwycięstwo w II bitwie pod Guadalcanalem stało się przyczyną ostrych podziałów między załogami „South Dakoty” i „Washingtona”. „SoDak” musiała bowiem popłynąć na remont do Stanów Zjednoczonych, gdy tymczasem z uwagi na kwestie tajemnicy wojskowej US Navy nie ujawniła udziału „Washingtona” w bitwie, toteż cały splendor zwycięstwa przypadł załodze „South Dakoty”. W efekcie sytuacja między dwoma załogami była tak zaogniona, że osobiście interweniować musiał kadm. Willis Lee.
W aspekcie strategicznym utrata drugiego okrętu liniowego – po „osobistym” okręcie cesarza „Hiei” – w ciągu trzech dni, stanowiła ciężki cios nie tylko dla marynarki japońskiej, lecz i dla całego imperium japońskiego, które w kontekście całego wysiłku wojennego nie mogło pozwolić sobie na takie tempo ciężkich strat wśród okrętów i jednostek transportowych. Task Force 64 zapobiegł tej nocy zbombardowaniu Henderson Field i w większej części japońskiej próbie wysadzenia na Guadalcanalu zaopatrzenia i żołnierzy. I choć konsekwencje tej bitwy nie były od razu widoczne, a na koniec listopada w starciu znanym jako bitwa pod Tassafarongą amerykańskie krążowniki poniosły kolejną ciężką klęskę, to bitwa 15 listopada przekonała japońskie dowództwo wojskowe do konieczności wycofania się z Guadalcanalu.